# Yankunytjatjara
Le yankunytjatjara est une langue aborigène parlée en Australie par un groupe aborigène du même nom.
En 2016, 419 personnes déclarent parler le yankunytjatjara à la maison.

## Classification
Le yankunytjatjara est une des langues wati appartenant à la branche sud-est des langues pama-nyungan.
Il est assez similaire au pitjantjatjara plus largement pratiqué. Le yankunytjatjara du nord partage des traits communs avec le luritja du sud.